# Anyphaenella fragilis
Anyphaenella fragilis is een spinnensoort uit de familie van de buisspinnen (Anyphaenidae).
De wetenschappelijke naam van de soort werd voor het eerst geldig gepubliceerd in 1948 door Bryant. Mogelijk behoort deze soort tot het geslacht Wulfila. In dat geval moet een nomen novum voor de soort worden gecreëerd wegens een conflict met de oudere naam Wulfila fragilis Chickering, 1937.

## Voorkomen
De soort komt voor in Hispaniola.